# كابتشينو

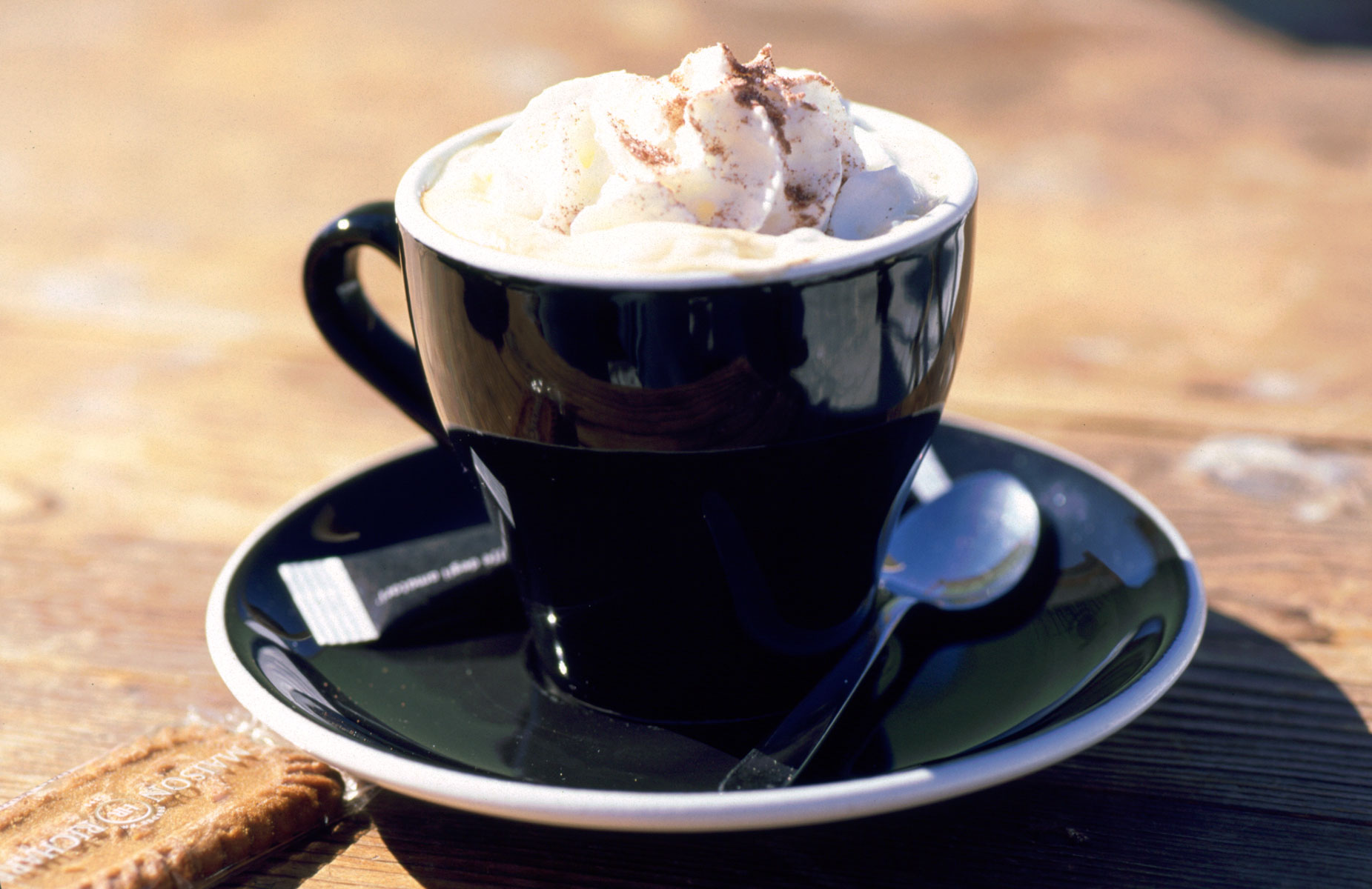
كابتشينو

الكابُّتّشينو أو الكبُّوشِيَّة (بالإيطالية: Cappuccino)‏ هي نوع من أنواع القهوة يمزج معها الحليب وقد اخترعها الإيطاليون وهي تباع في المقاهي وتزين بأنواع من التزيينات مثل الرغوة أو الكريمة. قهوة إيطالية تتألف من الاسبرسو بمعيار صغير ويضاف عليه الحليب ورغوة الحليب مناصفة. قد تقدم في أكواب كبيرة، وتُزين أحيانا ببودرة الكاكاو أو بودرة الدارسين ويقدم معها السكر لمن يحب. الكابتشينو غني بالسعرات الحرارية إذ إن كل كوب يحتوي على 300 سعرات حرارية تقريباً وذلك يعود إلى نسبة الكاربوهيدرات المرتفعة في الكريمة والسكر التي يحضّر منها.

## أصل الكلمة
تأتي كلمة كابتشينو من الكلمة اللاتينية «كابتيوم» وتعني قلنسوة، وهي أيضا تصغير لكلمة «كابوتشو» الإيطالية وتعني القلنسوة أو ما يلبس فوق الرأس. اسم المشروب ينحدر من لون ملابس رهبان وراهبات الكابوتشين المعروفين في القرن السابع عشر، حيث كانوا يرتدون جلابيب لونها مميز ويميل للبني الأحمر. استوحي الرهبان اللون وشكل الملابس المميز من فرنسيس الأسيزي، وكان الغطاء الطويل والمدبب صفة ميزتهم وسرعان ما أعطي الإخوة لقب «الكابوتيشن» (مرتدي القلنسوة). عندما ترك الأتراك حصار فيينا عام 1683، أخذ الكاهن ماركو دفيانو من رهبان دير كابوتشين القهوة من أكياس البن التي خلّفها الاتراك وراءهم، وصنع القهوة للأهالي ولما كانت ثقيلة على مذاقهم فقد اخذوا يخلطونها بالكريمة والعسل مما جعل لونها بنيا كلون ما يلبسه الرهبان فسماها أهالي فيينا عندئذ «كابوتشينو» تكريما لرهبان ماركو دفيانو. كلمة «كابتشينو» في شكلها الحالي لم تعرف في الكتابات الإيطالية حتى القرن ال 20. ولكن الكلمة الألمانية «كابوزينر» أشير لها كمشروب قهوة ظهر في القرن ال 18 في النمسا، وكانت مشروب شائع أثناء الحرب العالمية الأولى في مقاهي شمال إيطاليا التي كانت في ذلك الوقت لا تزال تنتمي إلى النمسا.

## المكونات

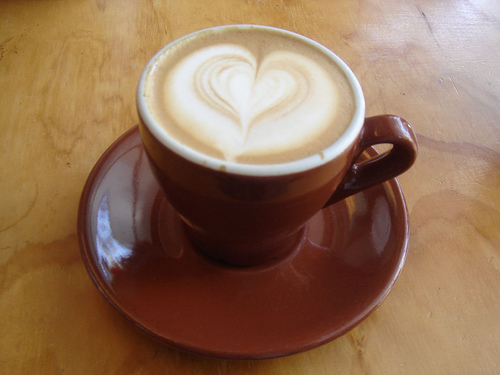
كابتشينو "رطب" مع فن اللاتية على شكل قلب.

يُعد قوام الحليب ودرجة حرارته من أهم العوامل في تحضير الكابتشينو. عندما يقوم صانع القهوة بتبخير الحليب للحصول على كابتشينو، يتم إنشاء الميكروفوم عن طريق إدخال فقاعات هواء صغيرة جدًا في الحليب، مما يمنح الحليب ملمسًا مخمليًا. يتكون الكابتشينو التقليدي من جرعة إسبريسو واحدة، حيث يسكب صانع القهوة الحليب الرغوي الساخن، مما ينتج عنه رغوة حليب بسماكة 2 سم (3⁄4 بوصة) في الأعلى. يمكن إجراء تغييرات بإضافة جرعة أخرى من الإسبريسو مما ينتج عنه كابتشينو مزدوج. يتطلب الحصول على النسبة الصحيحة من الرغوة اهتمامًا وثيقًا أثناء تبخير الحليب، مما يجعل الكابتشينو أحد أصعب المشروبات التي تعتمد على الإسبريسو لصنعها بشكل صحيح. قد يرسم صانع القهوة الماهر أشكالاً فنية (فن اللاتيه أثناء سكب الحليب فوق قهوة الإسبريسو.)

## الشعبية
كان الكابتشينو تقليديًا طعمًا يحظى بتقدير كبير في أوروبا وأستراليا وأمريكا الجنوبية وبعض أمريكا الشمالية. بحلول منتصف التسعينيات، أصبح الكابتشينو متاحًا بشكل أكبر لأمريكا الشمالية، حيث ظهرت المقاهي الراقية.
في إيطاليا وفي جميع أنحاء أوروبا، يُستهلك الكابتشينو تقليديًا في الصباح، عادةً كجزء من وجبة الإفطار، وغالبًا مع نوع من المعجنات. لا يشرب الإيطاليون الكابتشينو عمومًا مع وجبات غير الإفطار، على الرغم من أنهم أحيانًا يشربون الإسبرسو بعد الغداء أو العشاء. في إيطاليا، يُستهلك الكابتشينو حتى الساعة 11 صباحًا فقط، لأن الكابتشينو يعتمد على الحليب ويعتبر ثقيلًا جدًا للشرب في وقت لاحق من اليوم. بدلاً من ذلك، يُطلب الإسبرسو عادة بعد الوجبة بسبب الاعتقاد بأن قلة الحليب تساعد في الهضم. في أمريكا الشمالية، أصبح الكابتشينو شائعًا بالتزامن مع الطفرة في صناعة القهوة الأمريكية خلال أواخر التسعينيات وأوائل القرن الحادي والعشرين، خاصة في شمال غرب المحيط الهادئ الحضري.

## التحضير

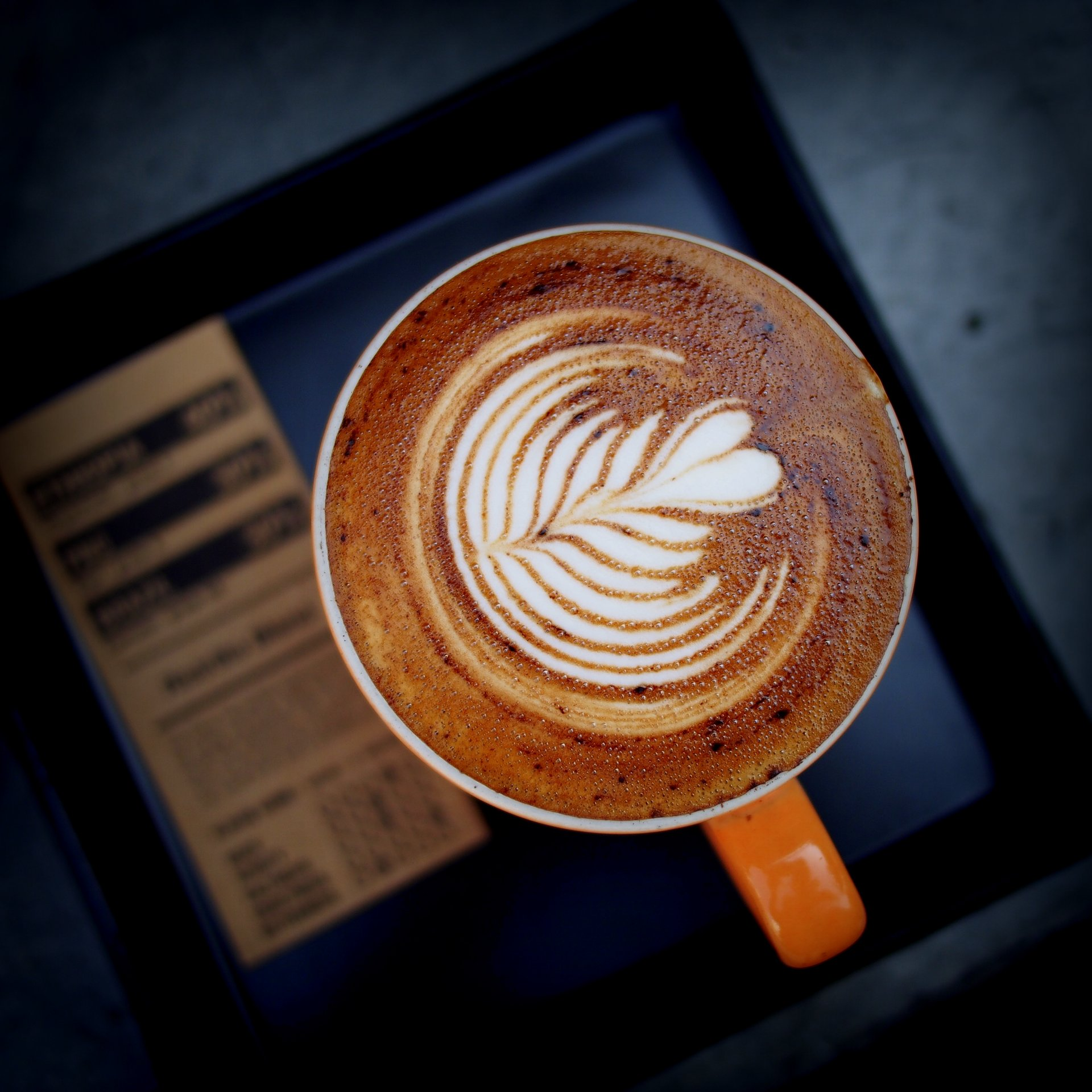
قهوة كابتشينو مع فن لاتيه روزيتا

### الفن التقليدي واللاتيه
على الرغم من أن الحجم هو الأكثر تنوعًا بين أنواع الكابتشينو المختلفة، إلا أن هناك طريقتان رئيسيتان لتحضير الكابتشينو: الطريقة التقليدية أو الكلاسيكية مع غطاء من رغوة الحليب؛ والآخر هو طريقة «فن اللاتيه». الأول يتبع الفكرة التقليدية للكابتشينو التي يتم تحضيرها بواسطة ثلث إسبريسو وثلث من الحليب مطهو بالبخار وثلث رغوة الحليب. ويُسكب الحليب بلطف وينتهي بنمط تكون فيه الكريما على السطح. توضح الرسوم التوضيحية في هذه المقالة طرق التحضير.

### كابتشينو فريدو
كابتشينو فريدو هو النسخة الباردة من الكابتشينو، وعادة ما يحتوي المشروب على كمية صغيرة من الحليب المزبد البارد فوقه. المشروب متوفر في اليونان وقبرص وأجزاء من إيطاليا.
في روما، تحتوي المقاهي على مشروب مُعد بالفعل ومبرد. في مدن شمال إيطاليا مثل ميلانو، يعتبر كابتشينو فريدو أقل شيوعًا. بدلاً من ذلك، فإن الجيلاتي دا بيري (مزيج سميك من الجيلاتي والإسبريسو) أو الشاكيراتو (الإسبريسو والثلج المخلوط معًا) أكثر شيوعًا. انتشر المصطلح أيضًا في جميع أنحاء منطقة البحر الأبيض المتوسط حيث تُضاف الرغوة إلى المشروب قبل التقديم مباشرةً، وغالبًا ما تختلف عن الأصل الإيطالي. القهوة الفريدو أو الفريدو إسبرسو هي نسخة باردة من إسبرسو (بدون حليب).
في أمريكا الشمالية، قد تكون المصطلحات «كابتشينو فريدو» أو «كابتشينو مثلج» تسمية خاطئة نوعًا ما إذا تم حذف الحليب المزبد المميز في الشكل المثلج. على سبيل المثال، في ستاربكس، بدون الحليب المزبد يسمى المشروب «لاتيه مثلج».

### فريدو كابتشينو
في اليونان وقبرص، يُعرف الكابتشينو البارد على نطاق واسع باسم فريدو كابتشينو، على عكس كابتشينو فريدو. وعلى الرغم من اسمه الإيطالي، فإن مذاق المشروب يتم تحضيره بشكل مختلف عن نظيره الإيطالي، وهو غير شائع في إيطاليا وخارج اليونان. يعلو فريدو كابتشينو رغوة الحليب الباردة المعروفة باسم aphrogala (اليونانية: αφρόγαλα)، والتي يتم تصنيعها باستخدام الحليب البارد والخلاط الكهربائي.
إلى جانب فريدو كابتشينو، تم إنتاجهما في اليونان في أوائل التسعينيات ويزداد الطلب عليهما خلال الصيف. خارج اليونان وقبرص، يوجد فريدو كابتشينو أو كابتشينو فريدو في الغالب في المقاهي والمأكولات الجاهزة التي تلبي احتياجات مجتمع المغتربين اليونانيين. في عام 2011، أضافت ستاربكس كابتشينو فريدو إلى قوائم الفروع في أوروبا.

### كابتشينو مثلج
في كندا، تبيع سلسلة قهوة تيم هورتونز قهوة كابتشينو مثلجة تحت الاسم التجاري Iced Capps. يأتي مزيج مشروب القهوة إلى المتاجر على شكل شراب أسود كثيف يتم خلطه بثلاثة أجزاء من الماء مع جزء واحد من الشراب في آلة سلوربي. ثم يتم مزج مشروب القهوة المجمد مع الكريمة وقت تقديم الخدمة (أو ممزوج بالحليب أو حليب الشوكولاتة حسب طلب العميل). يمكن أيضًا تحضير Ice Capp على شكل سوبريم، والذي يتضمن وجود النكهة وإما شراب كراميل أو شوكولاتة. تحمل السلسلة أيضًا القهوة المثلجة في قوائمها في كندا والولايات المتحدة.